# Oberaudorf
Oberaudorf è un comune tedesco di 4 856 abitanti, situato nel land della Baviera.